# Australian Securities Exchange

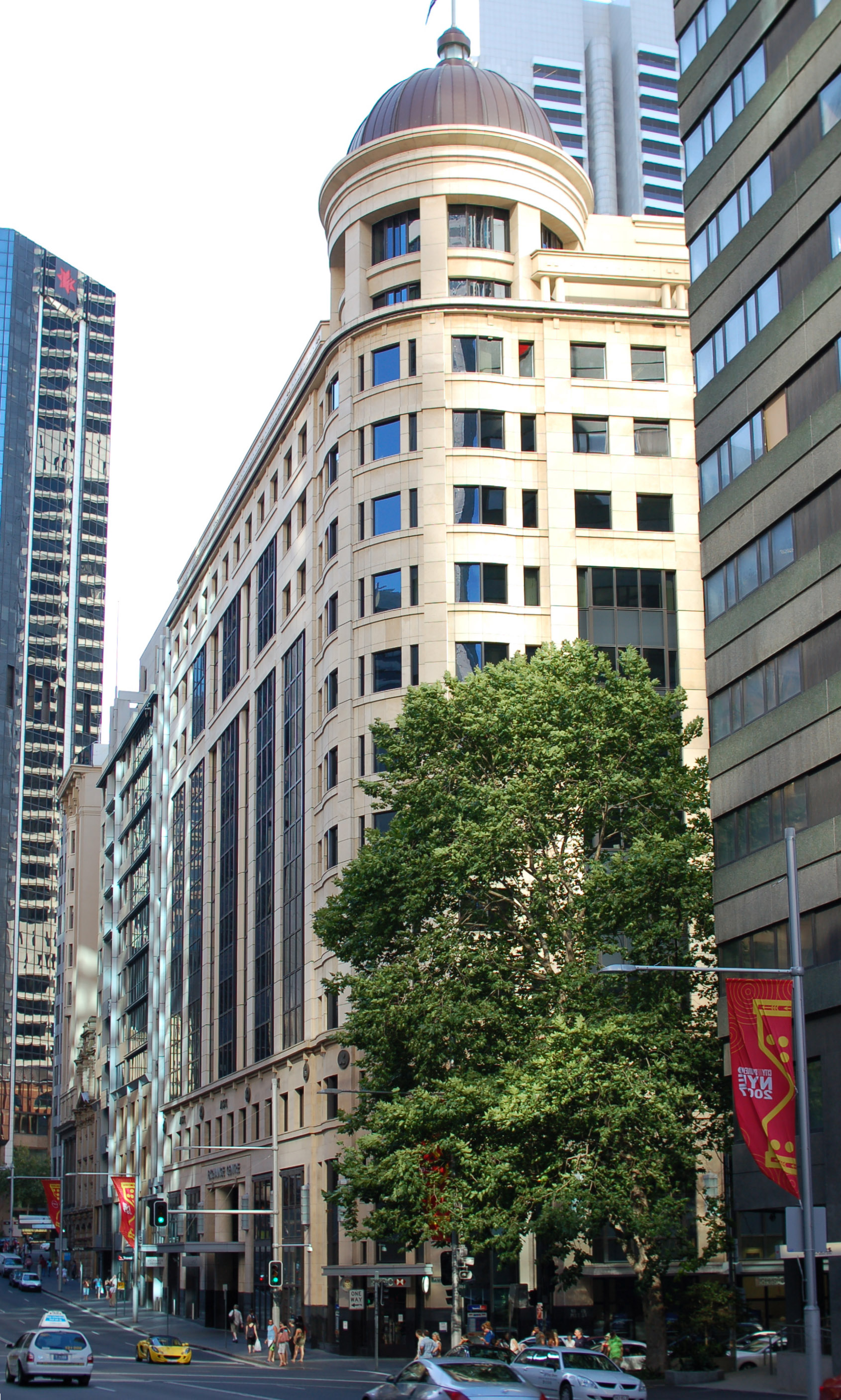
De beurs

De Australian Securities Exchange (ASX) is de voornaamste effectenbeurs van Australië. De ASX begon als een stelsel van onafhankelijke beurzen per staat vanaf 1861. Vandaag de dag is handel volledig elektronisch en is de beurs een naamloos vennootschap, genoteerd aan de beurs zelf.

## Geschiedenis
Gedurende de goudkoorts in de jaren vijftig van de 19e eeuw werden de eerste beurzen opgericht in Victoria. In april 1861 kwamen diverse handelaren bij elkaar en vormden de Brokers' Association en begonnen met het vastleggen van beursregels. De beurzen bleven maar korte tijd bestaan.
In mei 1871 werd de Sydney Stock Exchange opgericht. Vanaf 1903 werkten de diverse beurzen in het land al informeel samen, maar dit kreeg een impuls in 1937. In 1936 nam de Sydney Stock Exchange het initiatief om de Australian Associated Stock Exchanges (AASE) op te richten. In 1937 was de oprichting een feit en de beurzen in het land werkten nauwer samen om de regels voor beursnoteringen en voor de beurshandel te harmoniseren. Op 1 april 1987 fuseerden de beurzen in de zes staten en gingen samen verder onder de naam Australian Stock Exchange (ASX). In 1998 kreeg de ASX zelf een beursnotering.
In 1960 werd de Sydney Greasy Wool Futures Exchange (SGWFE) opgericht, een handelsplatform voor wol. In 1972 werd de naam gewijzigd in de Sydney Futures Exchange (SFE).  In december 2006 fuseerden de ASX en de SFE en de naam werd gewijzigd in de Australian Securities Exchange.
ASX heeft een gebroken boekjaar dat loopt van 1 juli tot en met 30 juni.

## Aandelenindices
De belangrijkste marktindex is de S&P/ASX 200, een index van de belangrijkste 200 aandelen in de ASX. Deze nam de plek in van de voorheen belangrijke All Ordinaries index, welke nog steeds wel parallel aan de S&P ASX 200 wordt gebruikt. Andere indices voor de grotere aandelen zijn de S&P/ASX 100 en de S&P/ASX 50.

## Grootste bedrijven op beurs
Per 30 juni 2017 hadden alle bedrijven met een notering op de ASX een totale beurswaarde van 1776 miljard Australische dollar. Er waren 2110 bedrijven met een noteringen, waarvan 130 uit het buitenland.
De grootste aandelen die verhandeld worden op de ASX, in termen van marktkapitalisatie, zijn onder meer BHP Billiton, Commonwealth Bank of Australia, Telstra Corporation, Rio Tinto, National Australia Bank en Australia and New Zealand Banking Group. Per 31 december 2006 waren de drie grootste sectoren in marktkapitalisatie financiële diensten (34%), commodities (20%) en genoteerde property trusts (10%).